# 永乐街道 (鞍山市)
永乐街道，是中华人民共和国辽宁省鞍山市铁西区下辖的一个乡镇级行政单位。

## 行政区划
永乐街道下辖以下地区：
革新社区、教育社区、静电社区、永丰社区、大西社区、居义社区和永丰村。